# Verwaltungsgemeinschaft Vogtei

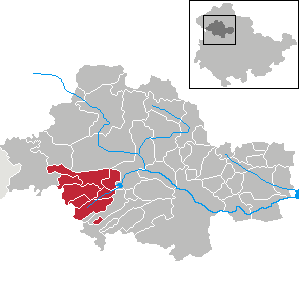
Lage der ehemaligen Verwaltungsgemeinschaft im Unstrut-Hainich-Kreis

In der Verwaltungsgemeinschaft Vogtei aus dem thüringischen Unstrut-Hainich-Kreis waren fünf Gemeinden zur Erledigung ihrer Verwaltungsgeschäfte zusammengeschlossen. Sitz der Verwaltungsgemeinschaft war in Oberdorla.

## Die Gemeinden
- Kammerforst
- Langula
- Niederdorla
- Oberdorla
- Oppershausen

## Geschichte
Geschichtlicher Vorläufer der Verwaltungsgemeinschaft Vogtei war die Vogtei Dorla: Bis 1329 hatten die Herren des Erzbistums Mainz und die Herren von Treffurt das Sagen in den drei Dörfern der Mark Dorla, die sich aus dem einstigen Urdorla gebildet hatten. Die Treffurter waren Raubritter. Die immer gefährdeten und benachbarten Mainzer, Hessen und Sachsen stellten die Raubritter auf einem Raubzug. Besitzungen und Rechte der Treffurter gehörten zur Kriegsbeute der drei Sieger. Diese einigten sich auf eine gemeinsame Verwaltung der drei Dörfer Oberdorla, Langula und Niederdorla. Die drei Siegerländer setzten von 1333 an je einen Vogt in die drei Dörfer, um ihre Rechte und Liegenschaften zu wahren. So entstand wohl das kleinste Territorium im Heiligen Römischen Reich. Weil dieses Ländchen von drei Vögten regiert wurde, hießen die Leute von da an und bis heute eben Vogteier. Weit und breit ordnet man die Bewohner der drei Orte erst gar nicht einem Dorf zu, man nennt sie Vogteier.
Die Verwaltungsgemeinschaft wurde am 12. Mai 1992 gegründet. Am 31. Dezember 2012 schlossen sich die drei Mitgliedsgemeinden Langula, Niederdorla und Oberdorla zur neuen Gemeinde Vogtei zusammen, diese wurde erfüllende Gemeinde für die beiden anderen Gemeinden Oppershausen und Kammerforst. Zugleich wurde die Verwaltungsgemeinschaft Vogtei aufgelöst.

### Konfessionsstatistik
Gemäß dem Zensus 2011 waren 65,3 % der Einwohner evangelisch, 4,0 % römisch-katholisch und 30,7 % waren konfessionslos, gehörten einer anderen Glaubensgemeinschaft an oder machten keine Angabe. Die Zahl der Protestanten ist seitdem gesunken. Ende 2019 gehörten ca. 48 % der Bevölkerung der Evangelischen Kirche an.